# Henric al II-lea de Namur
Henric al II-lea de Namur (n. 1206 – d. 1229), a fost marchiz de Namur de la 1226 până la moarte. 
Henric a fost cel de a al treilea fiu al împăratului latin de Constantinopol, Petru al II-lea de Courtenay, și al Yolandei de Flandra. Atunci când primul cel mai mare frate al său, Filip al II-lea de Namur, a murit în anul 1226 fără moștenitori direcți, iar alt frate al său, Robert I de Courtenay era deja numit ca împărat latin de Constantinopol, Henric a devenit automat noul marchiz de Namur, aflându-se sub regența lui Enguerrand al III-lea, senior de Coucy.
Atunci când fratele său Robert a murit în 1228, Henric a renunțat oficial la titlul de împărat de Constantinopol, care i se cuvenea, în favoarea fratelui mai mic, Balduin.

La rândul său, Henric s-a stins din viață un an mai târziu, fără a avea copii, drept pentru care marchizatul de Namur a trecut în posesia surorii lui, Margareta, căsătorită cu contele Henric de Vianden.  

## Sursă
- Ch. Piot, Henri de Courtenay, Académie royale de Belgique, Biographie nationale, vol. 9, p. 188.